# Rhodostrophia violettaria
Rhodostrophia violettaria là một loài bướm đêm trong họ Geometridae.